# Kompozit
Kompozit ili kompozitni materijal  je građen od međusobno čvrsto spojenih različitih materijala radi dobivanja novog, drugačijeg materijala, s fizikalnim ili kemijskim svojstvima koja nadmašuju svojstva pojedinačnih dijelova (komponenata) ili sa svojstvima koja te dijelove same nemaju. Pritom se ne radi samo o poboljšanju preradbenih, doradnih i uporabnih svojstava (na primjer povećanje specifične čvrstoće i specifičnoga modula elastičnosti, lomne žilavosti, toplinske postojanosti, otpornosti prema abraziji i puzanju), nego i prijevoznih (transportnih), skladišnih, otpadnih, uključujući konačno i cijenu. Većina kompozita sadrži jedan materijal kao kontinuiranu fazu (matricu), a u nju su uklopljeni odvojeni dijelovi druge faze, koja najčešće ima funkciju ojačala.

## Podjela kompozitnih materijala
Razlikuju se kompoziti ojačani vlaknima, kompoziti ojačani česticama, strukturni kompoziti i stanična kruta tijela.

### Kompoziti ojačani vlaknima
Kompoziti ojačani vlaknima sadrže mekaniju, duktilnu matricu u koju su ugrađena čvrsta, kruta i krhka vlakna. Djelotvornost ojačanja najveća je upravo u tim kompozitima. Opterećenja se s matrice prenose na vlakna, pa su ona osnovni nosioci opterećenja. Matrica je obično polimerna, metalna ili keramička, a može biti i ugljična. Najčešća je polimerna matrica od nezasićenih poliestera i vinilnih estera, za zahtjevnije primjene i od epoksidnih smola, a ojačava se staklenim (za gradnju trupa plovila), aramidnim (zaštitni neprobojni materijali) ili ugljičnim vlaknima (sportski pribor). Kompozit s polimernom matricom ojačan staklenim vlaknima ima u smjeru vlakana vlačnu čvrstoću približno jednaku čeliku, ali je od njega 14 puta lakši. 
Metalna matrica sastoji se od slitina aluminija, magnezija, titanija ili bakra ojačanih vlaknima ugljika, bora, aluminija ili silicijeva karbida. Kompozit s aluminijskom matricom ojačanom ugljičnim vlaknima rabi se na primjer za izradu dijelova motora, zrakoplova i svemirskih letjelica (raketoplan). 
Keramička matrica ojačava se keramičkim vlaknima od silicijeva karbida ili nitrida. Kompozit se rabi za rezne alate jer je vrlo otporan prema širenju napuklina. 
Ugljična matrica ojačava se ugljičnim vlaknima; materijal je velike čvrstoće i na visokim temperaturama i nalazi primjenu u raketnim motorima i toplinskim turbinama. Hibridnim kompozitima nazivaju se oni kojima se jedinstvena matrica ojačava s više vrsta vlakana.

### Kompoziti ojačani česticama
Kompoziti ojačani česticama sadrže matricu u koju su ugrađena ojačala u obliku diskretnih, jednoliko raspoređenih tvrdih i krhkih čestica. Razlikuju se kompoziti s velikim česticama te kompoziti s disperzijom, to jest ojačani vrlo malim česticama (10 do 250 nm, volumni udjel do 15%), koje povećavaju čvrstoću usporavanjem gibanja dislokacija u materijalu. Primjeri su kompozita ojačanih česticama: beton (koji se može dodatno ojačati armiranjem), abrazivne paste za poliranje, tvrdi metali, čađom ojačana guma za pneumatike i drugo.

### Strukturni kompoziti
U strukturne kompozite ubrajaju se laminati i složene konstrukcije. Laminati su plošni slojeviti proizvodi od različitih materijala, na primjer furnirske ploče ili šperploče, te kompoziti u kojima se vlakna u polimernoj matrici nalaze u slojevima. Različitom orijentacijom pojedinih slojeva mogu se smanjiti nedostatci linearne orijentiranosti kompozita ojačanih vlaknima. Složene konstrukcije (takozvani sendvič-konstrukcije) sastoje se od tankih vanjskih slojeva između kojih se nalazi neki laki materijal u obliku pčelinjega saća (primjena u građi zrakoplova), pjene, nepravilnih vrpca ili listova (na primjer valoviti karton) i slično.

### Stanična kruta tijela
Stanična kruta tijela odlikuju se staničnom, ćelijskom građom. Primjer je takva prirodnoga materijala pluto, a među sintetskim materijalima takve su strukture čvrste pjene, u kojima je plinovita faza raspršena u matrici od polimernoga materijala i tvori ćelijsku strukturu. Obično se proizvode dodatkom pjenila, tvari koje se zagrijavanjem unutar polimerne matrice isparavaju ili kemijski reagiraju, stvarajući mjehuriće plina (najčešće ugljikov dioksid CO2) koji iz nje izlazi (otvoreni tip ćelija) ili ostaje uklopljen u stvrdnutom polimeru (zatvoreni tip). Među najpoznatijim su čvrstim pjenama poliuretanska pjena i pjenasti polistiren, a najviše se rabe kao materijali za ambalažu, te za toplinsku i zvučnu izolaciju.